# Susan Peters
Suzanne Carnahan (ur. 3 lipca 1921 w Spokane, zm. 23 października 1952 w Visalia) – amerykańska aktorka, nominowana do Oscara za rolę drugoplanową w filmie Zagubione dni.

## Filmografia
- 1940: Szlak do Santa Fe jako Charlotte Davis
- 1941: Rudowłosa jako dziewczyna (niewymieniona w czołówce)
- 1941: Obywatel John Doe jako łowczyni autografów (niewymieniona w czołówce)
- 1942: The Big Shot jako Ruth Carter
- 1942: Zagubione dni jako Kitty Chilcet